# Nazare Eugen Țapu
Nazare Eugen Țapu (n. 24 decembrie 1962, Piatra-Neamț, Neamț, România) este un senator român, ales în 2012. 